# Belaja Glina
Belaja Glina (russisch Бе́лая Гли́на) ist ein Dorf in der Region Krasnodar (Russland) mit 17.320 Einwohnern (Stand 14. Oktober 2010).

## Geographie
Der Ort liegt im nordöstlichen Kuban-Gebiet im Kaukasusvorland, etwa 190 Kilometer Luftlinie nordöstlich des Regionsverwaltungszentrums Krasnodar am Fluss Rassypnaja, in den wenig unterhalb die Mekleta einmündet. Die Rassypnaja ist ein Zufluss des Manytsch-Nebenflusses Jegorlyk.
Belaja Glina ist Verwaltungszentrum des gleichnamigen Rajons Belaja Glina (Beloglinski). Zur Ländlichen Siedlung Belaja Glina gehört noch die kleine Siedlung bei der zehn Kilometer nordwestlich, unmittelbar an der Grenze zur Oblast Rostow gelegenen Bahnstation Mekleta.

## Geschichte
Der Ort wurde 1820 von Umsiedlern aus dem Gouvernement Woronesch gegründet. Der Ortsname steht im Russischen für Weißer Ton, nach dem in der Umgebung zu findenden Kaolinitvorkommen.
Zunächst gehörte der Ort zum Gouvernement Stawropol, in dessen äußerstem Nordwesten er lag. Am 2. Juli 1924 wurde Belaja Glina im Rahmen einer Verwaltungsreform Zentrum eines Rajons, der 1937 der Region Krasnodar zugeordnet wurde.

### Bevölkerungsentwicklung
| Jahr | Einwohner |
| ---- | --------- |
| 1909 | 22.778    |
| 1939 | 15.608    |
| 1959 | 15.660    |
| 1970 | 17.577    |
| 1979 | 17.868    |
| 1989 | 17.881    |
| 2002 | 17.767    |
| 2010 | 17.320    |

Anmerkung: ab 1939 Volkszählungsdaten

## Kultur und Sehenswürdigkeiten
Es existiert ein Museum zur Rajon- und Ortsgeschichte. Der Ort besitzt ein Erlebnisbad, den Aquapark „Oasis“.

## Wirtschaft und Infrastruktur
In Belaja Glina als Zentrum eines Landwirtschaftsgebietes mit Anbau von Getreide und technischen Kulturen sowie Viehzucht gibt es Betriebe der Lebensmittelindustrie sowie der Bauwirtschaft. Im Ort ist der regionale Brennstoffversorger Ametist ansässig, der dort für 2010 die Eröffnung einer kleinen Erdölraffinerie plant.
Der Ort liegt an der 1897 eröffneten Eisenbahnstrecke Wolgograd – Salsk – Tichorezkaja (Stationsname Beloglinskaja; Streckenkilometer 466), die auf diesem Abschnitt von der Nordkaukasischen Eisenbahn betrieben wird. Entlang der Bahnstrecke verläuft auch eine Regionalstraße von Tichorezk an der Magistrale M29 nach Salsk in der benachbarten Oblast Rostow.

## Söhne und Töchter des Ortes
- Wiktor Anpilow (1945–2018), Politiker, Führer der Bewegung Werktätiges Russland (Trudowaja Rossija)
- Anatoli Ljapidewski (1908–1983), Generalmajor, Flieger (einer der ersten Helden der Sowjetunion, ausgezeichnet 1934 für die Rettung der Cheliuskin-Besatzung)